# Emil Paul Tscherrig
Emil Paul Tscherrig (3 februari 1947) is een Zwitsers geestelijk van de Rooms-Katholieke Kerk en diplomaat voor de Heilige Stoel. Sinds 1996 is hij aartsbisschop en werd hij achtereenvolgens benoemd tot apostolisch nuntius in verschillende landen, waaronder Suriname. Op 30 september 2023 werd hij door paus Franciscus tot kardinaal gecreëerd.

## Biografie
Tscherrig was de oudste van acht kinderen. Op 11 april 1974 werd hij tot priester gewijd voor het bisdom Sion.
In 1978 trad hij toe tot de diplomatieke dienst van de Heilige Stoel. Naast verschillende buitenlandse posten werkte hij van 1985 tot 1996 in Rome op het staatssecretariaat van de Heilige Stoel, waar hij meehielp bij de voorbereiding van de internationale reizen van paus Johannes Paulus II.
Op 4 mei 1996 werd hij benoemd tot titulair aartsbisschop van Voli (Tunesië) en nuntius in Burundi. Zijn bisschopswijding vond plaats op 27 juni onder leiding van kardinaal Angelo Sodano.
In de daaropvolgende jaren kreeg hij verschillende diplomatieke benoemingen in het Caribisch gebied. Zo werd hij op 8 juli 2000 nuntius in onder meer Trinidad en Tobago, Dominica, Jamaica, Grenada, Guyana, Saint Lucia, Saint Vincent en de Grenadines en de Bahama's. In januari 2001 volgden Suriname, Barbados, Antigua en Barbuda en in juni van datzelfde jaar Saint Kitts en Nevis.
Vanaf mei 2004 vertegenwoordigde hij de Heilige Stoel in Zuid-Korea en vanaf juni dat jaar ook in Mongolië. In 2008 werd hij benoemd tot nuntius in de Scandinavische landen: Zweden, Denemarken, Finland, IJsland en Noorwegen.
Op 5 januari 2012 werd hij nuntius in Argentinië. Toen Paus Franciscus in 2013 tot paus werd verkozen, belde hij Tscherrig met het verzoek de Argentijnse bisschoppen en gelovigen te laten weten dat zij zijn inhuldiging als paus niet hoefden bij te wonen. In plaats daarvan vroeg hij hen het geld dat ze aan de reis zouden besteden, te schenken aan een liefdadigheidsdoel.
Op 12 september 2017 benoemde Paus Franciscus hem tot nuntius voor Italië en San Marino. Daarmee was Tscherrig de eerste niet-Italiaan in deze functie. 
Tijdens het consistorie van 30 september 2023 werd hij benoemd tot kardinaal-diaken van de titelkerk San Giuseppe al Trionfale. Paus Franciscus aanvaardde zijn ontslag als nuntius op 11 maart 2024. In 2025 nam hij als kardinaal deel aan het conclaaf van 2025, waarbij Paus Leo XIV werd gekozen.